# Вила Орхидеја
Вила Орхидеја је југословенски филм из 1988. године. Режирао га је Крешимир Голик, који је написао и сценарио заједно са Ружом Јурковић.

## Радња
Радња се одвија између два рата. Млади писац са вереницом допутује у славонско село код ујака, код којих је провео детињство. Успомене на прву дечачку љубав у њему прерастају у привид реалног живота а прошло и садашње време из реалног живота и пишчеве фикције мешају се и сукобљавају и он их доживљава као другу реалност стварнију од постојеће.
Случајан сусрет или можда привиђење буди успомене на лепу комшијски ћерку Јулију. Једне ноћи, кад је у кући њезина оца избио пожар, Јулија је под загонетним околностима нестала, а машта комшија из тог је догађаја створила легенду. Борис је уверен да је жена коју је само на тренутак видио заправо Јулија и више није у стању разликовати збиљу од привида. Односи са вереницом се затежу...

## Улоге
| Глумац               | Улога  |
| -------------------- | ------ |
| Рене Медвешек        | Борис  |
| Гордана Гаџић        | Ирена  |
| Нева Росић           | ујна   |
| Златко Црнковић      | ујак   |
| Гала Виденовић       | Јулија |
| Реља Башић           |        |
| Влатко Дулић         |        |
| Никола Гец           |        |
| Зденко Јелчић        |        |
| Јован Личина         |        |
| Слободан Миловановић |        |
| Нико Павловић        |        |
| Марко Војковић       |        |
| Борис Каваца         |        |